# Distrito electoral de Amazonas
Amazonas es uno de los 27 distritos electorales representados en el Congreso de la República del Perú. La circunscripción elige actualmente a 2 congresistas. Sus límites corresponden a los del departamento de Amazonas. El sistema electoral utiliza el método D'Hondt y una representación proporcional con doble voto preferencial opcional.

## Representantes
| 2 | 1 |

| 3 |

| 2 | 1 |

| 1 | 1 |

| 1 | 1 |

| 1 | 1 |

| 2 |

| 1 | 1 |

| 1 | 1 |

## Elecciones

### Elecciones parlamentarias de 2021
| Partidos y coaliciones | Partidos y coaliciones                    | Voto popular | Voto popular | Voto popular | Escaños | Escaños |
| Partidos y coaliciones | Partidos y coaliciones                    | Votos        | %            | ±pp          | Total   | +/−     |
| ---------------------- | ----------------------------------------- | ------------ | ------------ | ------------ | ------- | ------- |
|                        | Perú Libre (PL)                           | 20,696       | 17.36        | +13.22       | 1       | +1      |
|                        | Fuerza Popular (FP)                       | 14,071       | 11.80        | +7.53        | 1       | +1      |
|                        | Acción Popular (AP)                       | 12,483       | 10.47        | +1.36        | 0       | ±0      |
|                        | Partido Nacionalista Peruano (PNP)        | 11,651       | 9.77         | n/a          | 0       | ±0      |
|                        | Alianza para el Progreso (APP)            | 11,211       | 9.40         | –1.79        | 0       | ±0      |
|                        | Podemos Perú (PP)                         | 7,905        | 6.63         | +2.21        | 0       | ±0      |
|                        | Unión por el Perú (UPP)                   | 7,865        | 6.60         | –3.83        | 0       | ±0      |
|                        | Juntos por el Perú (JP)                   | 6,764        | 5.67         | +3.49        | 0       | ±0      |
|                        | Victoria Nacional (VN)                    | 6,109        | 5.12         | Nuevo        | 0       | ±0      |
|                        | Somos Perú (SP)                           | 5,477        | 4.59         | –12.99       | 0       | –1      |
|                        | Renovación Popular (RP)                   | 4,871        | 4.09         | Nuevo        | 0       | ±0      |
|                        | Partido Morado (PM)                       | 3,641        | 3.05         | –3.21        | 0       | ±0      |
|                        | Frente Amplio (FA)                        | 2,923        | 2.45         | –17.50       | 0       | –1      |
|                        | Frente Popular Agrícola del Perú (Frepap) | 2,000        | 1.69         | –0.38        | 0       | ±0      |
|                        | Renacimiento Unido Nacional (RUNA)        | 790          | 0.66         | Nuevo        | 0       | ±0      |
|                        | Partido Popular Cristiano (PPC)           | 432          | 0.36         | –3.76        | 0       | ±0      |
|                        | Democracia Directa (DD)                   | 336          | 0.28         | –0.38        | 0       | ±0      |
|                        |                                           |              |              |              |         |         |
| Total                  | Total                                     | 119,225      |              |              | 2       | ±0      |
|                        |                                           |              |              |              |         |         |
| Votos válidos          | Votos válidos                             | 119,225      | 64.76        | –12.90       |         |         |
| Votos en blanco        | Votos en blanco                           | 32,132       | 17.45        | +14.34       |         |         |
| Votos nulos            | Votos nulos                               | 32,747       | 17.79        | –1.44        |         |         |
| Votos emitidos         | Votos emitidos                            | 184,104      | 60.13        | –2.25        |         |         |
| Abstenciones           | Abstenciones                              | 122,082      | 39.87        | +2.25        |         |         |
| Votantes registrados   | Votantes registrados                      | 306,186      |              |              |         |         |
|                        |                                           |              |              |              |         |         |
| Fuente:                |                                           |              |              |              |         |         |

### Elecciones parlamentarias de 2020
| Partidos y coaliciones | Partidos y coaliciones                    | Voto popular | Voto popular | Voto popular | Escaños | Escaños |
| Partidos y coaliciones | Partidos y coaliciones                    | Votos        | %            | ±pp          | Total   | +/−     |
| --- | ----------------------------------------- | ------------ | ------------ | ------------ | ------- | ------- |
| | Frente Amplio (FA)                        | 28,740       | 19.95        | +7.47        | 1       | +1      |
| | Somos Perú1 (SP)                          | 25,329       | 17.58        | n/a          | 1       | +1      |
| | Alianza para el Progreso1 (APP)           | 16,120       | 11.19        | n/a          | 0       | ±0      |
| | Unión por el Perú2 (UPP)                  | 15,027       | 10.43        | n/a          | 0       | ±0      |
| | Acción Popular (AP)                       | 13,121       | 9.11         | +3.87        | 0       | ±0      |
| | Partido Morado (PM)                       | 9,023        | 6.26         | Nuevo        | 0       | ±0      |
| | Podemos Perú (PP)                         | 6,373        | 4.42         | Nuevo        | 0       | ±0      |
| | Fuerza Popular (FP)                       | 6,145        | 4.27         | –38.66       | 0       | –2      |
| | Perú Libre (PL)                           | 5,960        | 4.14         | Nuevo        | 0       | ±0      |
| | Partido Popular Cristiano3 (PPC)          | 5,930        | 4.12         | n/a          | 0       | ±0      |
| | Juntos por el Perú (JP)                   | 3,137        | 2.18         | Nuevo        | 0       | ±0      |
| | Frente Popular Agrícola del Perú (Frepap) | 2,982        | 2.07         | Nuevo        | 0       | ±0      |
| | Avanza País (AvP)                         | 2,428        | 1.69         | Nuevo        | 0       | ±0      |
| | Partido Aprista Peruano3 (APRA)           | 1,608        | 1.12         | n/a          | 0       | ±0      |
| | Democracia Directa (DD)                   | 953          | 0.66         | –6.54        | 0       | ±0      |
| | Contigo4 (C)                              | 589          | 0.41         | –11.77       | 0       | ±0      |
| | Perú Nación (PN)                          | 573          | 0.40         | Nuevo        | 0       | ±0      |
| |                                           |              |              |              |         |         |
| Total | Total                                     | 144,038      |              |              | 2       | ±0      |
| |                                           |              |              |              |         |         |
| Votos válidos | Votos válidos                             | 144,038      | 77.66        | +16.19       |         |         |
| Votos en blanco | Votos en blanco                           | 5,767        | 3.11         | –15.93       |         |         |
| Votos nulos | Votos nulos                               | 35,661       | 19.23        | –0.26        |         |         |
| Votos emitidos | Votos emitidos                            | 185,466      | 62.38        | –9.24        |         |         |
| Abstenciones | Abstenciones                              | 111,838      | 37.92        | +9.24        |         |         |
| Votantes registrados | Votantes registrados                      | 297,304      |              |              |         |         |
| |                                           |              |              |              |         |         |
| Fuente: |                                           |              |              |              |         |         |
| Notas al pie: 1 Dentro de la coalición Alianza para el Progreso del Perú en las elecciones de 2016. 2 Dentro de la coalición Alianza Solidaridad Nacional en las elecciones de 2016 (retiraron su candidatura). 3 Dentro de la coalición Alianza Popular en las elecciones de 2016. 4 Comparado con los resultados de su partido antecesor Peruanos por el Kambio en las elecciones de 2016. |                                           |              |              |              |         |         |
| Notas al pie: |                                           |              |              |              |         |         |
| 1 Dentro de la coalición Alianza para el Progreso del Perú en las elecciones de 2016. 2 Dentro de la coalición Alianza Solidaridad Nacional en las elecciones de 2016 (retiraron su candidatura). 3 Dentro de la coalición Alianza Popular en las elecciones de 2016. 4 Comparado con los resultados de su partido antecesor Peruanos por el Kambio en las elecciones de 2016.               |                                           |              |              |              |         |         |

### Elecciones parlamentarias de 2016
| Partidos y coaliciones | Partidos y coaliciones                         | Voto popular | Voto popular | Voto popular | Escaños | Escaños |
| Partidos y coaliciones | Partidos y coaliciones                         | Votos        | %            | ±pp          | Total   | +/−     |
| --- | ---------------------------------------------- | ------------ | ------------ | ------------ | ------- | ------- |
| | Fuerza Popular1 (FP)                           | 51,067       | 42.93        | +13.07       | 2       | +1      |
| | Frente Amplio (FA)                             | 14,845       | 12.48        | Nuevo        | 0       | ±0      |
| | Peruanos por el Kambio (PPK)                   | 14,489       | 12.18        | Nuevo        | 0       | ±0      |
| | Alianza Popular2 (APRA–PPC–VP)                 | 11,992       | 10.08        | n/a          | 0       | ±0      |
| | Alianza para el Progreso del Perú3 (APP–RN–SP) | 10,220       | 8.59         | n/a          | 0       | ±0      |
| | Democracia Directa4 (DD)                       | 8,565        | 7.20         | +7.09        | 0       | ±0      |
| | Acción Popular5 (AP)                           | 6,233        | 5.24         | n/a          | 0       | ±0      |
| | Progresando Perú (PrP)                         | 1,531        | 1.29         | Nuevo        | 0       | ±0      |
| |                                                |              |              |              |         |         |
| Total | Total                                          | 118,942      |              |              | 2       | ±0      |
| |                                                |              |              |              |         |         |
| Votos válidos | Votos válidos                                  | 118,942      | 61.47        | –13.63       |         |         |
| Votos en blanco | Votos en blanco                                | 36,387       | 19.04        | +4.34        |         |         |
| Votos nulos | Votos nulos                                    | 37,727       | 19.50        | +9.29        |         |         |
| Votos emitidos | Votos emitidos                                 | 193,506      | 71.62        | –4.26        |         |         |
| Abstenciones | Abstenciones                                   | 76,669       | 28.38        | +4.26        |         |         |
| Votantes registrados | Votantes registrados                           | 270,175      |              |              |         |         |
| |                                                |              |              |              |         |         |
| Fuente: |                                                |              |              |              |         |         |
| Notas al pie: 1 Comparado con los resultados de su partido antecesor Fuerza 2011 en las elecciones de 2011. 2 Comparado con los resultados del Partido Aprista Peruano y el Partido Popular Cristiano en las elecciones de 2011. 3 Comparado con los resultados de Alianza para el Progreso , Restauración Nacional (ambos dentro de la coalición Alianza por el Gran Cambio ) y Somos Perú (dentro de la coalición Alianza Electoral Perú Posible ) en las elecciones de 2011. 4 Comparado con los resultados de su partido antecesor Fonavistas del Perú en las elecciones de 2011. 5 Dentro de la coalición Alianza Electoral Perú Posible en las elecciones de 2011. |                                                |              |              |              |         |         |
| Notas al pie: |                                                |              |              |              |         |         |
| 1 Comparado con los resultados de su partido antecesor Fuerza 2011 en las elecciones de 2011. 2 Comparado con los resultados del Partido Aprista Peruano y el Partido Popular Cristiano en las elecciones de 2011. 3 Comparado con los resultados de Alianza para el Progreso, Restauración Nacional (ambos dentro de la coalición Alianza por el Gran Cambio) y Somos Perú (dentro de la coalición Alianza Electoral Perú Posible) en las elecciones de 2011. 4 Comparado con los resultados de su partido antecesor Fonavistas del Perú en las elecciones de 2011. 5 Dentro de la coalición Alianza Electoral Perú Posible en las elecciones de 2011.                  |                                                |              |              |              |         |         |

### Elecciones parlamentarias de 2011
| Partidos y coaliciones | Partidos y coaliciones                       | Voto popular | Voto popular | Voto popular | Escaños | Escaños |
| Partidos y coaliciones | Partidos y coaliciones                       | Votos        | %            | ±pp          | Total   | +/−     |
| --- | -------------------------------------------- | ------------ | ------------ | ------------ | ------- | ------- |
| | Gana Perú1 (PNP–PS–PCP–PSR)                  | 51,241       | 38.90        | +38.13       | 1       | +1      |
| | Fuerza 20112 (F2011)                         | 39,329       | 29.86        | +20.28       | 1       | +1      |
| | Perú Posible3 (PP–AP–SP)                     | 25,719       | 19.53        | –1.24        | 0       | ±0      |
| | Alianza por el Gran Cambio4 (APP–PPC–PHP–RN) | 7,206        | 5.47         | n/a          | 0       | ±0      |
| | Partido Aprista Peruano (APRA)               | 4,543        | 3.45         | –18.71       | 0       | –1      |
| | Solidaridad Nacional5 (SN–UPP–C90–SU–TPP)    | 2,417        | 1.84         | n/a          | 0       | –1      |
| | Cambio Radical (CR)                          | 620          | 0.47         | Nuevo        | 0       | ±0      |
| | Adelante (Adelante)                          | 492          | 0.37         | Nuevo        | 0       | ±0      |
| | Fonavistas del Perú (FP)                     | 144          | 0.11         | Nuevo        | 0       | ±0      |
| |                                              |              |              |              |         |         |
| Total | Total                                        | 131,711      |              |              | 2       | ±0      |
| |                                              |              |              |              |         |         |
| Votos válidos | Votos válidos                                | 131,711      | 75.10        | +9.35        |         |         |
| Votos en blanco | Votos en blanco                              | 25,776       | 14.70        | –1.87        |         |         |
| Votos nulos | Votos nulos                                  | 17,903       | 10.20        | –7.48        |         |         |
| Votos emitidos | Votos emitidos                               | 175,390      | 75.88        | –9.60        |         |         |
| Abstenciones | Abstenciones                                 | 55,747       | 24.12        | +9.60        |         |         |
| Votantes registrados | Votantes registrados                         | 231,137      |              |              |         |         |
| |                                              |              |              |              |         |         |
| Fuente: |                                              |              |              |              |         |         |
| Notas al pie: 1 Comparado con los resultados del Partido Socialista en las elecciones de 2006. 2 Comparado con los resultados de la coalición Alianza por el Futuro en las elecciones de 2006. 3 Comparado con los resultados del partido Perú Posible y la alianza Frente de Centro en las elecciones de 2006. 4 Comparado con los resultados del Partido Popular Cristiano (dentro de Unidad Nacional ) en las elecciones de 2006. 5 Comparado con los resultados del partido Unión por el Perú y Solidaridad Nacional (dentro de Unidad Nacional ) en las elecciones de 2006. |                                              |              |              |              |         |         |
| Notas al pie: |                                              |              |              |              |         |         |
| 1 Comparado con los resultados del Partido Socialista en las elecciones de 2006. 2 Comparado con los resultados de la coalición Alianza por el Futuro en las elecciones de 2006. 3 Comparado con los resultados del partido Perú Posible y la alianza Frente de Centro en las elecciones de 2006. 4 Comparado con los resultados del Partido Popular Cristiano (dentro de Unidad Nacional) en las elecciones de 2006. 5 Comparado con los resultados del partido Unión por el Perú y Solidaridad Nacional (dentro de Unidad Nacional) en las elecciones de 2006.                 |                                              |              |              |              |         |         |

### Elecciones parlamentarias de 2006
| Partidos y coaliciones | Partidos y coaliciones                    | Voto popular | Voto popular | Voto popular | Escaños | Escaños |
| Partidos y coaliciones | Partidos y coaliciones                    | Votos        | %            | ±pp          | Total   | +/−     |
| --- | ----------------------------------------- | ------------ | ------------ | ------------ | ------- | ------- |
| | Unión por el Perú (UPP)                   | 23,440       | 23.26        | n/a          | 1       | +1      |
| | Partido Aprista Peruano (APRA)            | 22,336       | 22.16        | +3.97        | 1       | ±0      |
| | Frente de Centro1 (AP–SP–CNI)             | 18,207       | 18.06        | +1.55        | 0       | ±0      |
| | Unidad Nacional (PPC–SN–RN)               | 9,963        | 9.89         | –5.51        | 0       | ±0      |
| | Alianza por el Futuro2 (C90–NM–SC)        | 9,656        | 9.58         | +5.88        | 0       | ±0      |
| | Restauración Nacional (RN)                | 2,838        | 2.82         | Nuevo        | 0       | ±0      |
| | Alianza para el Progreso (APP)            | 2,836        | 2.81         | Nuevo        | 0       | ±0      |
| | Perú Posible (PP)                         | 2,726        | 2.71         | –24.06       | 0       | –1      |
| | Justicia Nacional (JN)                    | 1,918        | 1.90         | Nuevo        | 0       | ±0      |
| | Perú Ahora                                | 1,876        | 1.86         | Nuevo        | 0       | ±0      |
| | Movimiento Nueva Izquierda (MNI)          | 1,619        | 1.61         | Nuevo        | 0       | ±0      |
| | Fuerza Democrática (FD)                   | 1,459        | 1.45         | Nuevo        | 0       | ±0      |
| | Partido Socialista (PS)                   | 776          | 0.77         | Nuevo        | 0       | ±0      |
| | Frente Popular Agrícola del Perú (Frepap) | 316          | 0.31         | –0.05        | 0       | ±0      |
| | Con Fuerza Perú                           | 312          | 0.31         | Nuevo        | 0       | ±0      |
| | Resurgimiento Peruano                     | 282          | 0.28         | Nuevo        | 0       | ±0      |
| | Frente Independiente Moralizador (FIM)    | 231          | 0.23         | –3.43        | 0       | ±0      |
| |                                           |              |              |              |         |         |
| Total | Total                                     | 100,791      |              |              | 2       | ±0      |
| |                                           |              |              |              |         |         |
| Votos válidos | Votos válidos                             | 100,791      | 65.75        | –8.69        |         |         |
| Votos en blanco | Votos en blanco                           | 25,404       | 16.57        | +6.07        |         |         |
| Votos nulos | Votos nulos                               | 27,095       | 17.68        | +2.62        |         |         |
| Votos emitidos | Votos emitidos                            | 153,290      | 85.48        | +10.53       |         |         |
| Abstenciones | Abstenciones                              | 26,041       | 14.52        | –10.53       |         |         |
| Votantes registrados | Votantes registrados                      | 179,331      |              |              |         |         |
| |                                           |              |              |              |         |         |
| Fuente: |                                           |              |              |              |         |         |
| Notas al pie: 1 Comparado con los resultados de los partidos Acción Popular y Somos Perú en las elecciones de 2001. 2 Comparado con los resultados de los partidos Cambio 90 – Nueva Mayoría y Solución Popular ( Sí Cumple ) en las elecciones de 2001. |                                           |              |              |              |         |         |
| Notas al pie: |                                           |              |              |              |         |         |
| 1 Comparado con los resultados de los partidos Acción Popular y Somos Perú en las elecciones de 2001. 2 Comparado con los resultados de los partidos Cambio 90–Nueva Mayoría y Solución Popular (Sí Cumple) en las elecciones de 2001.                   |                                           |              |              |              |         |         |

### Elecciones parlamentarias de 2001
| Partidos y coaliciones | Partidos y coaliciones                    | Voto popular | Voto popular | Voto popular | Escaños | Escaños |
| Partidos y coaliciones | Partidos y coaliciones                    | Votos        | %            | ±pp          | Total   | +/−     |
| ---------------------- | ----------------------------------------- | ------------ | ------------ | ------------ | ------- | ------- |
|                        | Perú Posible (PP)                         | 24,734       | 26.77        | n/a          | 1       | n/a     |
|                        | Partido Aprista Peruano (APRA)            | 16,804       | 18.19        | n/a          | 1       | n/a     |
|                        | Unidad Nacional (PPC–SN–RN–CR)            | 14,231       | 15.40        | n/a          | 0       | n/a     |
|                        | Somos Perú (SP)                           | 8,931        | 9.67         | n/a          | 0       | n/a     |
|                        | Todos por la Victoria (TpV)               | 7,708        | 8.34         | n/a          | 0       | n/a     |
|                        | Acción Popular (AP)                       | 6,320        | 6.84         | n/a          | 0       | n/a     |
|                        | Proyecto País (PrP)                       | 5,164        | 5.59         | n/a          | 0       | n/a     |
|                        | Frente Independiente Moralizador (FIM)    | 3,380        | 3.66         | n/a          | 0       | n/a     |
|                        | Solución Popular (SoP)                    | 2,995        | 3.24         | n/a          | 0       | n/a     |
|                        | Renacimiento Andino (RA)                  | 1,355        | 1.47         | n/a          | 0       | n/a     |
|                        | Cambio 90–Nueva Mayoría (C90–NM)          | 427          | 0.46         | n/a          | 0       | n/a     |
|                        | Frente Popular Agrícola del Perú (Frepap) | 334          | 0.36         | n/a          | 0       | n/a     |
|                        |                                           |              |              |              |         |         |
| Total                  | Total                                     | 92,383       |              |              | 2       | n/a     |
|                        |                                           |              |              |              |         |         |
| Votos válidos          | Votos válidos                             | 92,383       | 74.44        | n/a          |         |         |
| Votos en blanco        | Votos en blanco                           | 13,032       | 10.50        | n/a          |         |         |
| Votos nulos            | Votos nulos                               | 18,686       | 15.06        | n/a          |         |         |
| Votos emitidos         | Votos emitidos                            | 124,101      | 74.95        | n/a          |         |         |
| Abstenciones           | Abstenciones                              | 41,488       | 25.05        | n/a          |         |         |
| Votantes registrados   | Votantes registrados                      | 165,589      |              |              |         |         |
|                        |                                           |              |              |              |         |         |
| Fuente:                |                                           |              |              |              |         |         |

### Elecciones parlamentarias de 2000
Elecciones parlamentarias en distrito electoral nacional único

### Elecciones parlamentarias de 1995
Elecciones parlamentarias en distrito electoral nacional único

### Elecciones parlamentarias de 1990
| Partidos y coaliciones | Partidos y coaliciones                           | Voto popular | Voto popular | Voto popular | Escaños | Escaños |
| Partidos y coaliciones | Partidos y coaliciones                           | Votos        | %            | ±pp          | Total   | +/−     |
| --- | ------------------------------------------------ | ------------ | ------------ | ------------ | ------- | ------- |
| | Partido Aprista Peruano (APRA)                   | 17,812       | 43.32        | –12.78       | 2       | –1      |
| | Frente Democrático1 (Movimiento Libertad–PPC–AP) | 13,392       | 32.57        | n/a          | 1       | +1      |
| | Izquierda Unida (IU)                             | 6,267        | 15.24        | –2.88        | 0       | ±0      |
| | Movimiento Independiente Amazonense              | 1,459        | 3.55         | Nuevo        | 0       | ±0      |
| | Izquierda Socialista (IS)                        | 1,226        | 2.98         | Nuevo        | 0       | ±0      |
| | Movimiento Agrario Nor-Oriente                   | 578          | 1.41         | Nuevo        | 0       | ±0      |
| | Frente Popular Agrícola del Perú (Frepap)        | 384          | 0.93         | Nuevo        | 0       | ±0      |
| |                                                  |              |              |              |         |         |
| Total | Total                                            | 41,118       |              |              | 3       | ±0      |
| |                                                  |              |              |              |         |         |
| Votos válidos | Votos válidos                                    | 41,118       | 69.52        | –26.36       |         |         |
| Votos en blanco | Votos en blanco                                  | 7,177        | 12.13        | +10.22       |         |         |
| Votos nulos | Votos nulos                                      | 10,851       | 18.35        | +16.14       |         |         |
| Votos emitidos | Votos emitidos                                   | 59,146       | n/d          | n/a          |         |         |
| Abstenciones | Abstenciones                                     | n/d          | n/d          | n/a          |         |         |
| Votantes registrados | Votantes registrados                             | n/d          |              |              |         |         |
| |                                                  |              |              |              |         |         |
| Fuente: |                                                  |              |              |              |         |         |
| Notas al pie: 1 Comparado con los resultados del Partido Popular Cristiano (dentro de la coalición Convergencia Democrática ) y Acción Popular en las elecciones de 1985. |                                                  |              |              |              |         |         |
| Notas al pie: |                                                  |              |              |              |         |         |
| 1 Comparado con los resultados del Partido Popular Cristiano (dentro de la coalición Convergencia Democrática) y Acción Popular en las elecciones de 1985.                |                                                  |              |              |              |         |         |

### Elecciones parlamentarias de 1985
| Partidos y coaliciones | Partidos y coaliciones                       | Voto popular | Voto popular | Voto popular | Escaños | Escaños |
| Partidos y coaliciones | Partidos y coaliciones                       | Votos        | %            | ±pp          | Total   | +/−     |
| --- | -------------------------------------------- | ------------ | ------------ | ------------ | ------- | ------- |
| | Partido Aprista Peruano (APRA)               | 35,345       | 56.10        | +10.94       | 3       | +1      |
| | Acción Popular (AP)                          | 11,600       | 18.41        | –25.07       | 0       | –1      |
| | Izquierda Unida1 (UNIR–UDP–PRT–UI–FOCEP–APS) | 11,413       | 18.12        | +12.20       | 0       | ±0      |
| | Convergencia Democrática2 (PPC–MBH)          | 3,493        | 5.54         | +1.10        | 0       | ±0      |
| | Frente Democrático de Unidad Nacional (FUN)  | 1,109        | 1.76         | Nuevo        | 0       | Nuevo   |
| | Movimiento Cívico Nacional 7 de Junio (M7J)  | 42           | 0.07         | Nuevo        | 0       | Nuevo   |
| |                                              |              |              |              |         |         |
| Total | Total                                        | 63,002       |              |              | 3       | ±0      |
| |                                              |              |              |              |         |         |
| Votos válidos | Votos válidos                                | 63,002       | 95.88        | +19.85       |         |         |
| Votos en blanco | Votos en blanco                              | 1,258        | 1.91         | –11.52       |         |         |
| Votos nulos | Votos nulos                                  | 1,448        | 2.21         | –8.33        |         |         |
| Votos emitidos | Votos emitidos                               | 65,708       | 69.79        | n/a          |         |         |
| Abstenciones | Abstenciones                                 | 28,438       | 30.21        | n/a          |         |         |
| Votantes registrados | Votantes registrados                         | 94,146       |              |              |         |         |
| |                                              |              |              |              |         |         |
| Fuente: |                                              |              |              |              |         |         |
| Notas al pie: 1 Comparado con los resultados de los partidos Unión de Izquierda Revolucionaria (PCP-PR–PCR–VR–FLN), Unidad Democrático Popular (UDP), Partido Revolucionario de los Trabajadores (PRT), Unidad de Izquierda (UI), el Frente Obrero Campesino Estudiantil y Popular (FOCEP) y Acción Política Socialista (APS) en las elecciones de 1980. 2 Comparado con los resultados del Partido Popular Cristiano (PPC) en las elecciones de 1980. |                                              |              |              |              |         |         |
| Notas al pie: |                                              |              |              |              |         |         |
| 1 Comparado con los resultados de los partidos Unión de Izquierda Revolucionaria (PCP-PR–PCR–VR–FLN), Unidad Democrático Popular (UDP), Partido Revolucionario de los Trabajadores (PRT), Unidad de Izquierda (UI), el Frente Obrero Campesino Estudiantil y Popular (FOCEP) y Acción Política Socialista (APS) en las elecciones de 1980. 2 Comparado con los resultados del Partido Popular Cristiano (PPC) en las elecciones de 1980.               |                                              |              |              |              |         |         |

### Elecciones parlamentarias de 1980
| Partidos y coaliciones | Partidos y coaliciones                                    | Voto popular | Voto popular | Voto popular | Escaños | Escaños |
| Partidos y coaliciones | Partidos y coaliciones                                    | Votos        | %            | ±pp          | Total   | +/−     |
| ---------------------- | --------------------------------------------------------- | ------------ | ------------ | ------------ | ------- | ------- |
|                        | Partido Aprista Peruano (APRA)                            | 15,677       | 45.16        | n/a          | 2       | n/a     |
|                        | Acción Popular (AP)                                       | 15,093       | 43.48        | n/a          | 1       | n/a     |
|                        | Partido Popular Cristiano (PPC)                           | 1,542        | 4.44         | n/a          | 0       | n/a     |
|                        | Unión de Izquierda Revolucionaria (PCP-PR–PCR–VR–FLN)     | 1,328        | 3.83         | n/a          | 0       | n/a     |
|                        | Unidad de Izquierda (UI)                                  | 726          | 2.09         | n/a          | 0       | n/a     |
|                        | Frente Nacional de Trabajadores y Campesinos (Frenatraca) | 347          | 1.00         | n/a          | 0       | n/a     |
|                        |                                                           |              |              |              |         |         |
| Total                  | Total                                                     | 34,713       |              |              | 3       | n/a     |
|                        |                                                           |              |              |              |         |         |
| Votos válidos          | Votos válidos                                             | 34,713       | 76.03        | n/a          |         |         |
| Votos en blanco        | Votos en blanco                                           | 6,130        | 13.43        | n/a          |         |         |
| Votos nulos            | Votos nulos                                               | 4,815        | 10.54        | n/a          |         |         |
| Votos emitidos         | Votos emitidos                                            | 45,658       | n/d          | n/a          |         |         |
| Abstenciones           | Abstenciones                                              | n/d          | n/d          | n/a          |         |         |
| Votantes registrados   | Votantes registrados                                      | n/d          |              |              |         |         |
|                        |                                                           |              |              |              |         |         |
| Fuente:                |                                                           |              |              |              |         |         |